# Queen Salamasina
El MV Queen Salamasina fue un transbordador interinsular operado en Samoa por la Samoa Shipping Corporation entre 1977 y 1999.
El Queen Salamasina fue construido para el gobierno australiano en el astillero Dillingham en Perth, Australia y se completó en 1977. Una vez terminado, fue donado al gobierno de Samoa, que luego lo arrendó a la Samoa Shipping Corporation. Poco después de llegar a Samoa, dañó su eje de hélice en el puerto de Apia y tuvo que ser llevado a Suva, Fiji, para reparaciones. En septiembre de 1978 agregó viajes a Salelologa a sus viajes programados a Pago Pago. Durante su carrera también navegó a Tokelau, Tonga, Niue, Rarotonga, Wallis y Futuna, Fiji y Nueva Zelanda.
En febrero de 1990, durante el ciclón Ofa, el transbordador rompió sus amarras en el puerto de Apia y fue arrastrado hasta la costa de Apia. Fue reflotado en julio de 1990 y remolcado a Nelson, Nueva Zelanda, para su reparación.  El aumento de los costos de mantenimiento y las preocupaciones de seguridad después de las reparaciones hicieron que el gobierno de Samoa pidiera al gobierno de Japón que diseñara y construyera un buque de reemplazo.
El Queen Salamasina realizó su último viaje para la SSC en enero de 1999 y fue reemplazado en la ruta Apia-Pago Pago por el MV Lady Naomi. En noviembre de 1999 fue vendido a la compañía fiyiana Patterson Brothers Shipping Company.  Fue rebautizado como Island Navigator.